# Gare de Salon
Gare de Salon vasútállomás Franciaországban, Salon-de-Provence településen.

## Vasútvonalak
Az állomást az alábbi vasútvonalak érintik:
- d’Avignon–Miramas-vasútvonal

## Kapcsolódó állomások
A vasútállomáshoz az alábbi állomások vannak a legközelebb:
- Gare de Miramas
- Gare de Lamanon